# Camino Natural de Cacabelos - Quilós
El Camino Natural de Cacabelos-Quilós es un itinerario perteneciente a la Red de Caminos Naturales de España, un proyecto desarrollado por el Ministerio de Agricultura, Pesca y Alimentación, que se encarga de la recuperación de antiguas infraestructuras relacionadas con el transporte y la comunicación, que actualmente se encuentran en desuso o en estado de abandono, para su uso senderista y ciclista.

## Localización
Esta ruta recorre la hoya berciana en sus 4,3 kilómetros de trayecto, donde se encuentran un gran número de asentamientos romanos. Además se trata de una zona con la Denominación de Origen Bierzo, lo que le convierte en un destino enológico reconocido. En su itinerario coincide también con el ramal francés del Camino de Santiago y el Camino Natural de la Mirada Circular.

## Descripción por tramos

### Tramos habilitados
Este Camino parte de Cacabelos, en dirección a Villafranca del Bierzo, en la intersección con el río Cúa. Se trata de un camino pavimentado con hormigón pero que imita la madera. Al poco de su inicio, se aleja del río y pasa frente a unas casas hasta llegar a un cruce donde cambie el firme. Un poco más adelante llega a una rotonda, en la que hay que tomar la salida dirección Quilós, por una recta pavimentada.
El itinerario continúa junto a la LE-712 y un canal que lo acompaña. El sendero se encuentra bordeado y protegido por alcornoques, acebos, tilos, castaños, cedros y robles, además de otras especies minoritarias.
El sendero sigue cruzando un pequeño canal de agua por un puente de madera y llega a una rotonda en la que se coge la calle del Piñón hasta la calle de la Fragua, donde al girar a la izquierda se llega a Quilós, y al final de este Camino Natural.
En el pueblo de Quilós se pueden ver las típicas construcciones de la zona, además de sus cultivos tradicionales. El Camino termina en una rotonda con una columna de piedra en su interior.

## Otros datos de interés

### Yacimiento de la Edrada
Situado al norte de Cacabelos, este yacimiento se piensa que forma parte del asentamiento romano Bergidum Flavium, ya que se han hallado restos de la época del Alto Imperio, entre los años 31 a. C. y el siglo II d. C. Entre ellos, el más importante, la lápida de INV Deibalus y el ara votiva dedicada a la diosa prerromana Deae Degantae, ambas ubicadas en la actualidad en el Museo Arqueológico de la localidad.

### Castro de Ventosa
Se encuentra a la altura de Pieros, al lado de la N-VI. Es de fácil acceso y los restos que conserva son los de un poblado romano con un castro fortificado, su elemento más importante.
El castro consta de una muralla de pizarra, granito y cuarcita, dela que se conserva gran parte. Tiene unos 1.250 metros y una anchura media de 4 metros, con alturas que llegan hasta los 6 y 7 metros. Cuenta con torreones de unos 5 metros de diámetro. Gracias a los restos encontrados, sobre todo monedas, se cree que la muralla es anterior al año 307, el Bajo Imperio, y que estuvo habitado a partir del siglo X.

### Museo arqueológico de Cacabelos
Se encuentra en Cacabelos y es uno de los edificios más representativos de la arquitectura civil de la zona del siglo XIX. Fue construido en 1892 como una vivienda, pero en 1936 pasó a ser una bodega. En 2004 se rehabilitó y se transformó en museo.
Su primera planta está dedicada a la arqueología e historia de la localidad, y el sótano está dedicado a una sala etnográfica de la zona del Bierzo. Además, acoge exposiciones temporales y talleres infantiles y juveniles.